# Bellebrune
Bellebrune – miejscowość i gmina we Francji, w regionie Hauts-de-France, w departamencie Pas-de-Calais.
Według danych na rok 1990 gminę zamieszkiwało 179 osób, a gęstość zaludnienia wynosiła 34 osób/km² (wśród 1549 gmin regionu Nord-Pas-de-Calais Bellebrune plasuje się na 1030. miejscu pod względem liczby ludności, natomiast pod względem powierzchni na miejscu 658.).